# Římskokatolická farnost Jemnice
Římskokatolická farnost Jemnice je územní společenství římských katolíků s farním kostelem svatého Stanislava v moravskobudějovickém děkanství.

## Historie farnosti

### Založení děkanství Jemnice
Děkanství telčské se začalo po roce 1668 postupně drobit a na jeho rozsáhlém území nebo v jeho sousedství vznikaly nové děkanáty, ke kterým byly z děkanství telčského přiřazovány farnosti: roku 1670 děkanství jaroměřické, roku 1671 děkanství slavonické (roku 1789 přeloženo do Dačic), roku 1690 děkanství měřínské, kolem roku 1700 děkanství blížkovické (roku 1735 přeloženo do Jevišovic), roku 1730 děkanství želetavské, roku 1755 děkanství jihlavské, roku 1770 děkanství jemnické, roku 1778 děkanství vranovské. Pod děkanství jemnické spadaly v roce 1865 farnosti: Jemnice, Staré Hobzí, Velký Újezd, Budkov, Budeč, Dešná, Vratěnín, Kdousov, Lubnice, Krasonice, Nové Sady, Horní Slatina, Rancířov.

### Farnost Jemnice
Královské město Jemnice bylo založena v první polovině 13. století. Původním farním kostelem byl (až do roku 1658) dnešní hřbitovní kostel svatého Jakuba Většího, poté se stal farním kostel svatého Stanislava (původní gotická hradní kaple z 4. čtvrtiny 14. století, upravená na konci 16. století a později také v první polovině 18. století. Nynější podobu kostel získal přestavbou z roku 1846.
V roce v 1865 sestávala jemnická farnost z fary v Jemnici a kostela svatého Stanislava, z farního kostela sv. Víta, filiálního a pohřebního kostelem sv. Jakuba v Podolí, zámecké kaple Zasnoubení Panny Marie (Schloß-Capelle Mariä Vermählung), kaple sv. Jana Nepomuckého v Pálovicích, kaple sv. Floriana v Ostojkovicích a kaple sv. Václava v Třeběticích, dále pak z města Jemnice s křesťanskou a židovskou školou s 1 265 katolíky a 305 židy, Podolí s 1 097 katolíky, obce Pálovice se školou a 242 katolíky, Louky s 168 katolíky, Ostojkovice se školou a 228 katolíky, Třebětice se školou a 287 katolíky, Jindřichova dvora (Vráč, Heinrichshof) se 7 katolíky, Bažantnice (Fasangarten) s 10 katolíky, hostince Vlašinka (Wlaschinka-Wirthshaus) s 21 katolíky a dvora Tejnice (Teinizerhof) se 14 katolíky.

## Duchovní správci
Od 1. července 1999 je zde farářem Mons. Mgr. Josef Brychta.

## Bohoslužby
| Kostel             | Místo   | Bohoslužba (den)          | Hodina                                    | Poznámka     |
| ------------------ | ------- | ------------------------- | ----------------------------------------- | ------------ |
| svatého Stanislava | Jemnice | neděle úterý pátek sobota | 8.00 a 9.45 8.30 18.00 18.00 (pro mládež) | farní kostel |

## Aktivity ve farnosti
Dnem vzájemných modliteb farností za bohoslovce a bohoslovců za farnosti brněnské diecéze je 28. června. Adorační den připadá na 23. ledna.
Při významných bohoslužbách, slavnostech a při koncertech duchovní hudby v Jemnici a blízkém okolí smíšený pěvecký sbor. Počet členů sboru je v současné době 30 (12 sopránů, 10 altů, 4 tenory a 4 basy). Výuka náboženství probíhá na faře, navazuje na poslední vyučovací hodinu ve škole.
Ve farnosti se pravidelně koná tříkrálová sbírka. V roce 2016 se při sbírce vybralo v Jemnici 83 677 korun. V roce 2017 činil výtěžek sbírky v Jemnici 72 849 korun.